# Клавие
 Тази статия е за селището в Белгия.  За френския актьор вижте Кристиан Клавие.  
Клавие (на френски: Clavier) е селище в Югоизточна Белгия, окръг Юи на провинция Лиеж. Населението му е 4617 души (по приблизителна оценка от януари 2018 г.).